# Alice B. Toklasová
Alice Babette Toklasová, nepřechýleně Alice Babette Toklas (30. dubna 1877, San Francisco – 7. března 1967, Paříž) byla americká židovská spisovatelka. V roce 1907 přijela do Paříže a zařadila se k místní bohémské komunitě, přátelila se mj. s Hemingwayem nebo Picassem. Seznámila se se spisovatelkou Gertrudou Steinovou a stala se její milenkou i sekretářkou. Steinová podle ní pojmenovala svoji autobiografickou knihu Vlastní životopis Alice B. Toklasové (Autobiography of Alice B. Toklas). V roce 1954 Toklasová napsala kuchařskou knihu, která se proslavila receptem na koláčky s marihuanou. Na tuto skutečnost naráží název filmu s Peterem Sellersem Miluji tě, Alice B. Toklasová z roku 1968, v němž hraje toto cukroví klíčovou roli.